# Dendrocoelopsis spinosipenis
Dendrocoelopsis spinosipenis is een platworm (Platyhelminthes). De worm is tweeslachtig. De soort leeft in of nabij zoet water in Europa, met vondsten in Joegoslavië en Zweden.
Het geslacht Dendrocoelopsis, waarin de platworm wordt geplaatst, wordt tot de familie Dendrocoelidae gerekend. De wetenschappelijke naam van de soort werd voor het eerst geldig gepubliceerd in 1925 door Roman Kenk. De soort is de typesoort van het geslacht Dendrocoelopsis.